# コッリアーノ
コッリアーノ（伊: Colliano）は、イタリア共和国カンパニア州サレルノ県にある、人口約3,600人の基礎自治体（コムーネ）。

## 地理

### 位置・広がり

#### 隣接コムーネ
隣接するコムーネは以下の通り。括弧内のPZはポテンツァ県所属を示す。
- ブッチーノ
- コントゥルシ・テルメ
- ラヴィアーノ
- ムーロ・ルカーノ (PZ)
- オリヴェート・チトラ
- パロモンテ
- サン・グレゴーリオ・マーニョ
- ヴァルヴァ

## 行政

### 分離集落
コッリアーノには、以下の分離集落（フラツィオーネ）がある。
- Bagni, Bisigliano, Collianello, Macchia Grande, Macchia Piccola, San Vittore, Sasso, Valle di Raio, San Leonardo, Pazzano